# Coleophora betulivora
Coleophora betulivora é uma espécie de mariposa do gênero Coleophora pertencente à família Coleophoridae.